# Нооскоп
Нооскоп — согласно утверждениям авторов, концепция, для осуществления которой ещё не существует материалов и технологий, гипотетический прибор, который позволит изучать коллективное сознание человечества, получать и регистрировать изменения в биосфере и деятельности человечества, оценивать пространственно-временные изменения ареала жизни посредством сканирования ноосферы. Большинство учёных, прокомментировавших сообщения о нооскопе, считают, что нооскоп никакого отношения к науке не имеет, оценивая эту концепцию как мифологическое конструирование будущего, фальсификацию.
Слово «нооскоп», появившееся в СМИ 13 августа 2016 года (после отставки главы администрации Президента РФ Сергея Иванова и назначения малоизвестного широкой публике Антона Вайно), быстро обрело популярность, а самого Антона Вайно сравнили с писателем Виктором Пелевиным.

## История публикаций
В декабре 2011 года в журнале «Экономические стратегии» под авторством Антона Эдуардовича Вайно, Антона Анатольевича Кобякова (занимавшего тогда пост начальника управления президента России по внешней политике) и Виктора Никифоровича Сараева вышла вторая часть статьи под названием «Код рынка». В статье приведена формулировка: «НООСКОП — код материализации момента перехода жизни из пространства во время. Код действия — гармонизация жизни. Трансакция — точка в пространстве-времени-жизни, в которой происходит материализация». Спустя некоторое время вышла третья часть статьи, в которой упоминалось: «В ближайшем будущем дизайнеры времени будут прокладывать курс в соответствии с протоколом — правилами капитализации, которые создаст элита (superкласс), ориентируясь по НООСКОПУ».
В 2012 году в журнале «Вопросы экономики и права» вышла научная статья «Капитализация будущего» авторства Антона Эдуардовича Вайно. В труде описывается идея управления государством будущего с помощью нооскопа, так как экономика и общество из-за собственного усложнения уже не позволяют бороться с вызовами старыми методами управления.
Издание «Meduza» обнаружило в научных статьях Вайно заимствование фраз и цитат без указания ссылки на первоисточник, а также активное самоцитирование (в статье «Капитализация будущего» 15 из 22 ссылок отсылают к работам Вайно; остальные — к работам соавтора Вайно Виктора Сараева). Также Антон Вайно пренебрегает стандартами цитирования, которые приняты в научном мире.
Точных доказательств того, что два Антона Эдуардовича Вайно являются одним человеком, нет. Есть только косвенная улика, связанная с Антоном Кобяковым (числящимся соавтором статей и патентов Вайно-исследователя и работавшим вместе с Вайно-чиновником в администрации президента).

## Внутреннее устройство
Прибор имеет «сенсорную сеть» с банковскими картами нового поколения «умная пыль», основан на принципе «матрёшки» и умеет анализировать данные разных уровней. После анализа большого массива информации прибор выдаёт свои решения.
На запрос Русской службы Би-би-си один из авторов статьи (Виктор Сараев) ответил: «Ньютон придумал телескоп, Левенгук придумал микроскоп, мы придумали НООСКОП — дивайс Интернета Вещей, сканирующий транзакции между людьми, вещами и деньгами — базовую основу сбора BIGDATA» (стилистика оригинала сохранена).
Прибор описан в более чем 50 патентах (ссылки пока не предоставлены). Согласно публикациям, изобретён в компании ОАО «Гловерс» в 2011 году (президентом указан Виктор Сараев).

## Оценки
По мнению профессора Национального исследовательского университета «Высшая школа экономики» (НИУ ВШЭ) Симона Кордонского:

Интересно, что мифологическое конструирование будущего и попытки выдвижения гипотез, что этим будущим можно управлять, может стать официальной идеологией власти. Это состояние умов. Неприятие реальности в том виде, в котором она есть, характерно для любых прогрессистов. Это отказ от истории: что было, не имеет значения, сейчас мы построим светлое будущее разными методами. Такое уже много раз было… Концепция «нооскопа» не нова. Эта концепция восходит к Богданову, ранним коммунистам и прочим космистам. У них схожие мистические картины мира.

Профессор факультета гуманитарных наук «Высшей школы экономики» Виталий Куренной отметил:

Не очень понятно, что это за статья, и её статус… Всегда есть подозрение, что рассматривая её всерьез, мы имеем дело с каким-то фейком. Если отнестись к нему содержательно, то статья, безусловно, не может не вызывать тревогу. Так как там представлена утопическая идея, не связанная ни с какой наукой, но связанная с какой-то всеобъемлющей системой управления, которая должна быть замкнута на высших чиновниках. Некая универсальная «система систем», которая при ближайшем рассмотрении восходит к раннесоветским утопиям и русским космистам вроде Богданова, которые создавали похожую утопию — некую суперорганизацию, некую суперуправленческую структуру, которая позволит решать все проблемы. Естественно, вся советская система госплана предполагала создание подобных моделей.

От специалистов в области оборонной политики США Дэвида Рондфельдта (англ. David Rondfeldt) и Джона Аркиллы (John Arquilla):

В случае полной реализации Россией нооскопа предполагается развертка сложной системы «сенсорных сетей» по всему миру для сбора данных и сканирования деятельности в семи областях: бизнес-сфера, рыночное сознание, инфраструктура систем жизнеобеспечения человека, техногенные катастрофы, стихийные бедствия, слои специального назначения и коллективное сознание.

Член комиссии РАН по борьбе с лженаукой, профессор-астроном Юрий Ефремов не полагает возможным создание такого прибора, а информацию о нём считает бредом. Схожего мнения придерживается и председатель Комитета по науке и наукоёмким технологиям Госдумы Валерий Черешнев, который не считает возможным сканировать ноосферу и напоминает, что концепция «ноосферы» была создана Владимиром Вернадским в 1920-е годы. По словам Валерия Александровича, «ноосфера» была полностью теоретической концепцией о том, что коллективный разум поможет человечеству спастись от неминуемой гибели и стать на верный путь. Но, как уточнил Валерий Черешнев, про «нооскоп» у Вернадского ничего не было. В. Черешнев также усомнился, что создатель «нооскопа» Антон Вайно и глава администрации президента — это одно и то же лицо. Профессор философии в Высшей школе экономики в Москве Кирилл Мартынов считает, что «работа о „нооскопе“ — кто бы её ни написал — не имеет ничего общего с наукой и в данном случае даже трудно решить, к какой области знаний мы можем его отнести; по сути это бред».
Российская журналистка Мария Гессен в колонке для издания New Yorker пишет, что Вайно оставил мало следов в публичном пространстве, но то, что он написал, «это очень странные тексты и, если учесть, что их автор — один из наиболее могущественных людей в России, пугающие».